# Partido Socialista Puertorriqueño
El Partido Socialista Puertorriqueño (PSPR) fue un partido político de Puerto Rico que desarrolló su actividad entre 1971 y 1993. 
El dirigente principal de este partido fue Juan Mari Brás, que incluso fue candidato a la gobernación en las elecciones generales de 1976 y candidato a senador por acumulación en las elecciones de 1980 junto con Carlos Gallisá que fue candidato en ese año para representante por acumulación en las cuales tuvo 78,000 y 83,000 votos respectivamente. Este partido defendía la completa independencia de Puerto Rico y un gobierno socialista para el país. El partido se fundó en la octava asamblea general del Movimiento Pro Independencia (MPI), el 28 de noviembre de 1971. El MPI fue un frente el cual podría entrar cualquier persona independentista no importando su ideología. El MPI fue fundado el 11 de enero de 1959 en Mayagüez, Puerto Rico, apenas varios días después del triunfo de la Revolución Cubana y el día del natalicio de Eugenio María de Hostos. A lo largo del tiempo se convirtió en un partido socialista para incursionar en el proceso electoral. Actualmente algunos dirigentes hostóricos de dicho partido publican diversos artículos en el semanario independentista «Claridad». Dicho periódico comenzó a circular en 1959 junto con el Movimiento Pro Independencia.
- Datos: Q1163195